# KZ Okpala
Chikezie « KZ » Okpala, né le 28 avril 1999 à Anaheim en Californie, est un joueur américano-nigérian de basket-ball évoluant aux postes d'ailier et d'ailier fort.

## Biographie

### Carrière universitaire
Entre 2017 et 2019, il joue pour le Cardinal de Stanford.

### Carrière professionnelle

#### Heat de Miami (2019-février 2022)
Lors de la draft NBA 2019, il est drafté en 32e position par les Suns de Phoenix.
Le 7 juillet 2019, il s'engage avec le Heat de Miami.
En février 2022, il est transféré au Thunder d'Oklahoma City. Il est coupé quelques jours plus tard.

## Statistiques

### Universitaires
| Saison    | Équipe   | Matchs | Titul. | Min./m | % Tir | % 3pts | % LF | Rbds/m. | Pass/m. | Int/m. | Ctr/m. | Pts/m. |
| --------- | -------- | ------ | ------ | ------ | ----- | ------ | ---- | ------- | ------- | ------ | ------ | ------ |
| 2017-2018 | Stanford | 23     | 21     | 28,5   | 39,3  | 22,6   | 67,9 | 3,74    | 1,78    | 1,00   | 0,57   | 10,04  |
| 2018-2019 | Stanford | 29     | 29     | 32,7   | 46,3  | 36,8   | 67,1 | 5,69    | 2,00    | 1,00   | 0,52   | 16,83  |
| Total     |          | 52     | 50     | 30,8   | 43,9  | 33,1   | 67,4 | 4,83    | 1,90    | 1,00   | 0,54   | 13,83  |

### Professionnels

#### Saison régulière NBA
| Saison    | Équipe | Matchs | Titul. | Min./m | % Tir | % 3pts | % LF | Rbds/m. | Pass/m. | Int/m. | Ctr/m. | Pts/m. |
| --------- | ------ | ------ | ------ | ------ | ----- | ------ | ---- | ------- | ------- | ------ | ------ | ------ |
| 2019-2020 | Miami  | 5      | 0      | 5,2    | 60,0  | 0,0    | 50,0 | 1,00    | 0,20    | 0,40   | 0,20   | 1,40   |
| 2020-2021 | Miami  | 37     | 9      | 12,1   | 37,5  | 24,0   | 53,3 | 1,84    | 0,51    | 0,27   | 0,30   | 2,49   |
| Total     |        | 42     | 9      | 11,3   | 38,6  | 23,5   | 52,9 | 1,74    | 0,48    | 0,29   | 0,29   | 2,36   |

#### Playoffs
| Saison | Équipe | Matchs | Titul. | Min./m | % Tir | % 3pts | % LF | Rbds/m. | Pass/m. | Int/m. | Ctr/m. | Pts/m. |
| ------ | ------ | ------ | ------ | ------ | ----- | ------ | ---- | ------- | ------- | ------ | ------ | ------ |
| 2021   | Miami  | 2      | 0      | 3,0    | 0,0   | 0,0    | 0,0  | 0,00    | 0,00    | 0,00   | 0,00   | 0,00   |
| Total  |        | 2      | 0      | 3,0    | 0,0   | 0,0    | 0,0  | 0,00    | 0,00    | 0,00   | 0,00   | 0,00   |